# 數碼四台
DBC 數碼四台是DBC數碼電台的一個頻道，全名為「數碼四台 華語歌曲台」，2015年11月16日啟播。原來的「數碼四台 校園台」改稱「DBC me2」，選台號碼轉為02。
頻道在220.352兆赫的11C頻道中播放，選台號碼為04。頻道採用DAB+高清數碼廣播制式，音質比現時調幅及調頻的電台廣播較佳。